# Akiko Yosano
Pour les articles homonymes, voir Akiko (homonymie).
Akiko Yosano (与謝野晶子, Yosano Akiko) (7 décembre 1878 - 29 mai 1942) est une poétesse, écrivaine et essayiste japonaise. Elle est une figure de proue du féminisme japonais et la fondatrice de la première école mixte du Japon.

## Biographie
Shiyo Hō (鳳志やう, Hō Shō) est la troisième fille de Soshichi Ho et de son épouse Tsuya, qui tenaient une boutique de confiseries japonaises Surugaya dans le quartier de Kaino-cho, à Sakai, dans la préfecture d'Osaka (Kaino-cho, Sakai-ku à l'époque actuelle). Entrée à l'école de classiques chinois à 9 ans, elle prenait également des leçons de koto et de shamisen. Après son entrée à l'école des filles Sakai (Lycée departemental Senyo d'Osaka à l'époque actuelle) elle a commencé à lire Le Dit du Genji et s'est familiarisée avec la littérature classique. Sous l'influence de son frère ainé, à partir de l'âge de 12 ou 13 ans, elle s'est adonnée à la lecture de revues littéraires  comme Sakusoshi (renommée ensuite Mezamashi-gusa ) ou Bungakukai (« monde littéraire ») et a lu des romans de Kōyō, Rohan, et Ichiyō etc.- Myōjo (明星, litt. « Vénus ») mai, 1906.
Dans sa vingtième année, elle a commencé à envoyer des wakas à ces revues, tout en continuant de travailler dans le magasin familial. Sa rencontre avec le poète Tekkan Yosano lors d'une compétition de poèmes dans un hôtel de Hamadera kōen en 1900 marque le début de leur relation. Elle publie des tankas dans le bulletin Myojo, conçu par Tekkan et publié par la maison d'édition Shinshisha. L'année suivante, elle quitte la maison familiale et s'installe à Tokyo. Son premier recueil poétique Midaregami (みだれ髪, litt. « cheveux en désordre ») chantait la sensualité de la femme et a lancé un style de l'école romantique. Douze enfants vont naitre de son union avec le poète Tekkan Yosano (l'un d'eux mourra deux jours après sa naissance).

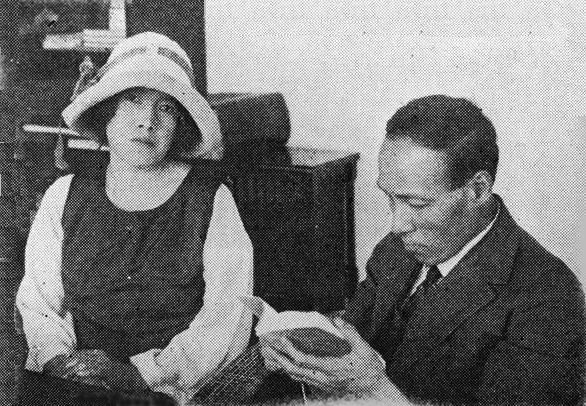
Akiko Yosano avec son mari, Tekkan Yosano.

En septembre 1904, elle publie Ne donne pas ta vie (君死にたまふことなかれ, Kimi shinitamou koto nakare) dans le magazine littéraire Myōjō. En 1911, elle écrit un poème qui commence par la phrase  Le jour où la montagne bouge est venu (山の動く日きたる, Yama no ugoku hi kitaru), publié dans la revue Seitō. En 1912, elle décide de suivre Tekkan à Paris. Le 5 mai, le journal Yomiuri publie un feuilleton  les femmes modernes dont le premier épisode narre son projet de voyage à Paris. Mori Ōgai l’aide à trouver des ressources financières pour financer son voyage et revoit le texte de sa Shin yaku Genji monogatari (新訳源氏物語, litt. « nouvelle traduction du Dit du Genji ») dont il a écrit la préface. Le 6 mai, à l'annonce  son départ pour Paris 500 personnes dont la féministe Raicho Hiratsuka, viennent l'accompagner.
Entre le 19 mai date de son arrivée à Paris par le Transsibérien et le 21 septembre, jour de son départ de Marseille pour le Japon, elle visite l’Angleterre, la Belgique, l’Allemagne, l’Autriche et les Pays-Bas. En juin 1913, la revue Chūō Kōron publie un numéro spécial consacré à Akiko Yosano.
En 1914, dans son texte écrit en collaboration avec Tekkan Pari yori (巴里より, litt. « journal de Paris ») elle revendique le droit des femmes à accéder librement à l’éducation. Alors que les poèmes de son mari se vendent de plus en plus mal et qu'elle ne peut plus compter sur ces revenus, elle doit pour nourrir sa famille, gagner sa vie par l'écriture. Elle publie ses recueils de poèmes, donne des conférences de Tanka improvisés et enseigne aux femmes la composition poétique.
En 1919, Tekkan obtient un poste de professeur d’université. En 1921, elle fonde le Bunka Gakuin (文化学院, litt. « institut culturel ») à Surugadai avec son mari, l'architecte Isaku Nishimura et le peintre Hakutei Ishii. Elle forme alors le concept d’éducation égalitaire et organise la première école mixte du Japon.
Dans les années suivantes, elle apporte toute son énergie à la rédaction du Shin yaku Genji monogatari (le Dit de Genji en langue moderne, paru en 1939), à sa création et à la critique poétique ; tout en continuant son action féministe et en défendant les droits des femmes. Au soir de sa vie elle aura écrit 50 000 tankas.
Elle décède en 1942 et repose au cimetière Tama Reien, à Tokyo.

## Œuvre représentative

### Ne donne pas ta vie
« Ne donne pas ta vie »
Oh, mon frère, je pleure pour toi

Ne donne pas ta vie

Dernier né de la famille

Tu es le mieux-aimé de mes parents

T'ont-ils fait empoigner le sabre

Et enseigné à tuer?

T'ont-ils élevé jusqu'à tes 24 ans

En te disant de tuer et de mourir?
Des nombreux magasins de Sakai

Notre famille a l'un des plus grands 

Tu seras le propriétaire 

Ne donne pas ta vie

Que le fort de Ryojun soit détruit ou non,

quelle différence?

Tu ne connais pas ces règles

Qui existent chez nous, les commerçants(...)
Akiko était la deuxième d'une fratrie de cinq, elle avait deux frères et deux sœurs cadettes. Son frère ainé était un célèbre docteur en technologie électrique. Quand elle écrit "Dernier né de la famille" elle pense à son cadet qui devait reprendre le magasin familial mais qui doit rejoindre l'armée. Chūzaburo, le frère cadet de Akiko a 24 ans lorsqu'elle écrit ce poème, en 1904. Quand il part pour la guerre russo-japonaise, sa femme, épousée deux ans auparavant est enceinte. À cette époque-là, la censure était moindre que pendant la Seconde Guerre mondiale. Mais un critique littéraire s'insurge "Pour elle le plus important est la famille. Peu lui chaut que la soit perdue. Les commerçants n'auraient pas l'obligation de combattre. Quelle exubérance dans ces propos." Akiko Yosano lui répond: "On me reproche de tenir des propos dangereux. Je crois plutôt que le nationalisme qui nous fait accepter de mourir sur ordre est bien plus dangereux. Il faut nous exprimer avec sincérité dans les poèmes et ce en toute situation." 
Chuzaburô sachant lire et écrire, sera affecté au service du directeur et n'aura pas à combattre sur le champ de bataille. Retourné sain et sauf au Japon il a pu vivre jusqu'en 1944, date de sa mort à 63 ans.

## Postérité
Le cratère vénusien Akiko a été nommé en son honneur .
Elle a donné son nom à un personnage du manga Bungo Stray Dogs, dans lequel elle est médecin. Son œuvre Ne donne pas ta vie a inspiré le nom de son pouvoir.